# Young Dro
Young Dro, de son vrai nom D'Juan Montrel Hart, né le 15 janvier 1979 à Atlanta, en Géorgie, est un rappeur américain. Après s'être popularisé grâce à sa chanson Yes Sir, issue de son album indépendant I Got That Dro, Young Dro signe au label Grand Hustle Records de T.I. en 2004.
Le premier album studio de Young Dro, Best Thang Smokin', est publié en août 2006, aux labels Grand Hustle et Atlantic Records. L'album est précédé par son premier single, Shoulder Lean, la première chanson de l'album qui atteint les classements du Billboard. Après la publication de plusieurs mixtapes, Dro publie son deuxième album High Times, sept ans plus tard le 13 octobre 2013, chez Grand Hustle, Atlantic et eOne Music. Il contient le single à succès FDB.

## Biographie

### Jeunesse etBest Thang Smokin'(1979–2006)
Young Dro est né D'Juan Hart le 15 janvier 1979 à Bankhead, un quartier situé à l'ouest d'Atlanta. Son intérêt pour le rap vient de l'un de ses meilleurs amis, Chris « Daddy Mack » Smith,, l'un des membres du duo Kris Kross. Musicalement parlant cependant, c'est le groupe Goodie Mob, également originaire de l'ouest d'Atlanta, qui l'inspire le plus. Hart se lance dans une carrière musicale professionnelle en 1999 lorsqu'il signe au label local Tight IV Life Records de Raheem the Dream, sous le nom de scène Dro. Il publie son single à succès régional Yes Sir, et un album intitulé I Got That Dro, en parallèle à la publication du premier album de T.I., I'm Serious. Bien que Hart et T.I. se connaissent depuis le début des années 1990, ils grandissent chacun de leur côté. En 2004, Young Dro signe un contrat de distribution au label de T.I., Grand Hustle Records,. Young Dro publie son premier single commercial, Shoulder Lean, en été 2006. La chanson est diffusée en boucle sur les chaînes BET et MTV2, et sa version mobile s'écoule à 500 000 unités. Le single est inclus dans son deuxième album Best Thang Smokin', publié le 29 août 2006. L'album débute troisième du Billboard 200.

### Mixtapes etHigh Times(2007–2013)
En 2008, Hart est cité par le magazine XXL dans son Top 10 Freshmen, et apparaît en couerture aux côtés de Lupe Fiasco, Lil Boosie, Joell Ortiz, Plies, Saigon, Rich Boy, Gorilla Zoe, Papoose et Crooked I. Le 17 mars 2009, Hart publie un single intitulé Take Off, en featuring avec son protégé Yung L.A. La chanson est originellement publiée comme le premier single de son second album P.O.L.O. (Players Only Live Once).
Le 23 février 2011, il publie une mixtape intitulée Equestrian Dro. Le 17 mars 2011, il publie une mixtape intitulée I Co-Sign Myself. Le 8 juillet 2011, il publie une mixtape intitulée Drocabulary. Le 16 janvier 2012, il en publie une autre intitulée We Outchea, suivie de la mixtape R.I.P. 2 (I Killed That Shit) le 24 juillet 2012, et de la mixtape Ralph Lauren Reefa le 26 septembre 2012. Le 28 mars 2013, il publie le premier single de son second album studio, FDB. Le 17 juin 2013, Young Dro publie la mixtape Day Two, pour la promotion de son second album studio. Le 10 juillet 2013, Young Dro annonce la sortie de son second album, High Times, pour octobre 2013. Le 18 septembre 2013, la couverture de l'album est publiée, et sa date de sortie est prévue pour le 15 octobre 2013. Le 30 septembre 2013, la liste des titres est révélée, et fait participer Forgeeauto, Mac Boney, T.I., Spodee, Problem, Natasha Mosley, Blu June, Doe B et Miloh Smith. Le 30 septembre 2013, le second single issu de High Times, intitulé Strong, est publié. High Times atteint la 57e place du Billboard 200 et la 9e place des Top Rap Albums.

### Da Reality Show(depuis 2015)
Le 27 février 2015, Dro publie le premier single de son troisième album studio, We In Da City. Le 27 avril 2015, Young Dro annonce la sortie de son troisième album, Da Reality Show, en été 2015,. Il est publié le 18 septembre 2015.

## Discographie
- 2001 : I Got That Dro
- 2006 : Best Thang Smokin'
- 2013 : High Times
- 2015 : Da Reality Show